# Mercury Insurance Open
A Mercury Insurance Open (új nevén San Diego Open) minden év augusztus-szeptemberben megrendezett női tenisztorna a kaliforniai San Diego melletti Carlsbadban. A torna 2003-ig Tier II-es, 2004-től Tier I-es kategóriájú volt. 2010-2013-ig a WTA Premier tornák közé tartozott, összdíjazása 740 000 amerikai dollár volt. 2014-ben nem rendezték meg, 2015-ben WTA 125K besorolást kapott, majd 2022-től a WTA 500 tornák közé tartozik. A versenyt kemény borítású pályákon játsszák 1971 óta. Egyéniben Steffi Graf nyert eddig a legtöbbször, négyszer, a második helyen Venus Williams áll három győzelemmel.
2007-ig San Diegóban került sor az eseményre, majd az ezt követő két évben nem rendezték meg. 2009 szeptemberében azonban a WTA úgy döntött, 2010-től az addig Los Angelesben tartott tornát átköltöztetik San Diegóba, pontosabban a közelben fekvő Carlsbadba, a La Costa Resort and Spa luxusszállóba.
A torna hivatalosan szponzorált nevei a múltban:
- Virginia Slims of San Diego: 1971, 1985–1988
- Wells Fargo Open: 1979–1982
- Ginny of San Diego: 1984
- Great American Bank Classic: 1989–1990
- Mazda Classic: 1991–1993
- Toshiba Classic; 1994–1998
- TIG Classic: 1999
- Acura Classic: 2000–2007
- Mercury Insurance Open: 2010–2012
- Southern California Open: 2013
- Carlsbad Classic: 2015–2021
- San Diego Open: 2022–

## Döntők

### Egyéni
| Év               | Győztes              | Ellenfél a döntőben       | Eredmény a döntőben |
| ---------------- | -------------------- | ------------------------- | ------------------- |
| 2024             | Katie Boulter        | Marta Kosztyuk            | 5–7, 6–2, 6–2       |
| 2023             | Barbora Krejčíková   | Sofia Kenin               | 6–4, 2–6, 6–4       |
| 2022             | Iga Świątek          | Donna Vekić               | 6–3, 3–6, 6–0       |
| ↑ WTA500 torna ↑ |                      |                           |                     |
| 2016–2021        | Nem rendezték meg.   | Nem rendezték meg.        | Nem rendezték meg.  |
| 2015             | Yanina Wickmayer     | Nicole Gibbs              | 6–3, 7–6(4)         |
| ↑ WTA125 torna ↑ |                      |                           |                     |
| 2014             | Nem rendezték meg.   | Nem rendezték meg.        | Nem rendezték meg.  |
| 2013             | Samantha Stosur      | Viktorija Azaranka        | 6–2, 6–3            |
| 2012             | Dominika Cibulková   | Marion Bartoli            | 6–1, 7–5            |
| 2011             | Agnieszka Radwańska  | Vera Zvonarjova           | 6–3, 6–4            |
| 2010             | Szvetlana Kuznyecova | Agnieszka Radwańska       | 6–4, 6–7(7), 6–3    |
| 2008–09          | Nem rendezték meg.   | Nem rendezték meg.        | Nem rendezték meg.  |
| 2007             | Marija Sarapova      | Patty Schnyder            | 6–2, 3–6, 6–0       |
| 2006             | Marija Sarapova      | Kim Clijsters             | 7–5, 7–5            |
| 2005             | Mary Pierce          | Szugijama Ai              | 6–0, 6–3            |
| 2004             | Lindsay Davenport    | Anasztaszija Miszkina     | 6–1, 6–1            |
| 2003             | Justine Henin        | Kim Clijsters             | 3–6, 6–2, 6–3       |
| 2002             | Venus Williams       | Jelena Dokić              | 6–2, 6–2            |
| 2001             | Venus Williams       | Szeles Mónika             | 6–2, 6–3            |
| 2000             | Venus Williams       | Szeles Mónika             | 6–0, 6–7(3), 6–2    |
| 1999             | Martina Hingis       | Venus Williams            | 6–4, 6–0            |
| 1998             | Lindsay Davenport    | Mary Pierce               | 6–3, 6–1            |
| 1997             | Martina Hingis       | Szeles Mónika             | 7–6(4), 6–4         |
| 1996             | Date Kimiko          | Arantxa Sánchez Vicario   | 3–6, 6–3, 6–0       |
| 1995             | Conchita Martínez    | Lisa Raymond              | 6–2, 6–0            |
| 1994             | Steffi Graf          | Arantxa Sánchez Vicario   | 6–2, 6–1            |
| 1993             | Steffi Graf          | Arantxa Sánchez Vicario   | 6–4, 4–6, 6–1       |
| 1992             | Jennifer Capriati    | Conchita Martínez         | 6–3, 6–2            |
| 1991             | Jennifer Capriati    | Szeles Mónika             | 4–6, 6–1, 7–6(2)    |
| 1990             | Steffi Graf          | Manuela Maleeva Fragnière | 6–3, 6–2            |
| 1989             | Steffi Graf          | Zina Garrison             | 6–4, 7–5            |
| 1988             | Stephanie Rehe       | Ann Grossman              | 6–1, 6–1            |
| 1987             | Raffaella Reggi      | Anne Minter               | 6–0, 6–4            |
| 1986             | Melissa Gurney       | Stephanie Rehe            | 6–2, 6–4            |
| 1985             | Annabel Croft        | Wendy Turnbull            | 6–0, 7–6(5)         |
| 1984             | Debbie Spence        | Betsy Nagelsen            | 6–3, 6–7(3), 6–4    |
| 1983             | Nem rendezték meg.   | Nem rendezték meg.        | Nem rendezték meg.  |
| 1982             | Tracy Austin         | Kathy Rinaldi             | 7–6(5), 6–3         |
| 1981             | Tracy Austin         | Pam Shriver               | 6–2, 5–7, 6–2       |
| 1980             | Tracy Austin         | Wendy Turnbull            | 6–1, 6–3            |
| 1979             | Tracy Austin         | Martina Navrátilová       | 6–4, 6–2            |
| 1972–78          | Nem rendezték meg.   | Nem rendezték meg.        | Nem rendezték meg.  |
| 1971             | Billie Jean King     | Rosemary Casals           | 3–6, 7–5, 6–1       |

### Páros
| Év               | Győztesek                                | Ellenfelek a döntőben                    | Eredmény a döntőben |
| ---------------- | ---------------------------------------- | ---------------------------------------- | ------------------- |
| 2024             | Nicole Melichar-Martinez Ellen Perez     | Desirae Krawczyk Jessica Pegula          | 6–1, 6–2            |
| 2023             | Barbora Krejčíková Kateřina Siniaková    | Danielle Collins Coco Vandeweghe         | 6–1, 6–4            |
| 2022             | Cori Gauff Jessica Pegula                | Gabriela Dabrowski Giuliana Olmos        | 1–6, 7–5, [10–4]    |
| ↑ WTA500 torna ↑ |                                          |                                          |                     |
| 2016–2021        | Nem rendezték meg.                       | Nem rendezték meg.                       | Nem rendezték meg.  |
| 2015             | Gabriela Cé Verónica Cepede Royg         | Okszana Kalasnikova Tatjana Maria        | 1–6, 6–4, [10–8]    |
| ↑ WTA125 torna ↑ |                                          |                                          |                     |
| 2014             | Nem rendezték meg.                       | Nem rendezték meg.                       | Nem rendezték meg.  |
| 2013             | Raquel Kops-Jones Abigail Spears         | Csan Hao-csing Janette Husarová          | 6–4, 6–1            |
| 2012             | Raquel Kops-Jones Abigail Spears         | Vania King Nagyja Petrova                | 6–2, 6–4            |
| 2011             | Květa Peschke Katarina Srebotnik         | Raquel Kops-Jones Abigail Spears         | 6–0, 6–2            |
| 2010             | Marija Kirilenko Cseng Csie              | Lisa Raymond Rennae Stubbs               | 6–4, 6–4            |
| 2008–09          | Nem rendezték meg.                       | Nem rendezték meg.                       | Nem rendezték meg.  |
| 2007             | Cara Black Liezel Huber                  | Anna Csakvetadze Viktorija Azaranka      | 7–5, 6–3            |
| 2006             | Cara Black Rennae Stubbs                 | Anna-Lena Grönefeld Meghann Shaughnessy  | 6–2, 6–2            |
| 2005             | Conchita Martínez Virginia Ruano Pascual | Daniela Hantuchová Szugijama Ai          | 6–7(7), 6–1, 7–5    |
| 2004             | Cara Black Rennae Stubbs                 | Virginia Ruano Pascual Paola Suárez      | 4–6, 6–1, 6–4       |
| 2003             | Kim Clijsters Szugijama Ai               | Lindsay Davenport Lisa Raymond           | 6–4, 7–5            |
| 2002             | Jelena Gyementyjeva Janette Husárová     | Daniela Hantuchová Szugijama Ai          | 6–2, 6–4            |
| 2001             | Cara Black Jelena Lihovceva              | Martina Hingis Anna Kurnyikova           | 6–4, 1–6, 6–4       |
| 2000             | Lisa Raymond Rennae Stubbs               | Lindsay Davenport Anna Kurnyikova        | 4–6, 6–3, 7–6(6)    |
| 1999             | Lindsay Davenport Corina Morariu         | Serena Williams Venus Williams           | 6–4, 6–1            |
| 1998             | Lindsay Davenport Natallja Zverava       | Alexandra Fusai Nathalie Tauziat         | 6–2, 6–1            |
| 1997             | Martina Hingis Arantxa Sánchez Vicario   | Amy Frazier Kimberly Po                  | 6–3, 7–5            |
| 1996             | Gigi Fernández Conchita Martínez         | Arantxa Sánchez Vicario Larisa Neiland   | 4–6, 6–3, 6–4       |
| 1995             | Gigi Fernández Natallja Zverava          | Alexia Dechaume-Balleret Sandrine Testud | 6–2, 6–1            |
| 1994             | Jana Novotná Arantxa Sánchez Vicario     | Ginger Helgeson Rachel McQuillan         | 6–3, 6–3            |
| 1993             | Gigi Fernández Helena Suková             | Pam Shriver Elizabeth Smylie             | 6–4, 6–3            |
| 1992             | Jana Novotná Larisa Neiland              | Conchita Martínez Mercedes Paz           | 6–1, 6–4            |
| 1991             | Jill Hetherington Kathy Rinaldi          | Gigi Fernández Nathalie Tauziat          | 6–4, 3–6, 6–2       |
| 1990             | Patty Fendick Zina Garrison              | Elise Burgin Rosalyn Fairbank-Nideffer   | 6–4, 7–6(5)         |
| 1989             | Elise Burgin Rosalyn Fairbank            | Gretchen Magers Robin White              | 4–6, 6–3, 6–3       |
| 1988             | Patty Fendick Jill Hetherington          | Betsy Nagelsen Dinky van Rensburg        | 7–6(10), 6–4        |
| 1987             | Jana Novotná Catherine Suire             | Elise Burgin Sharon Walsh                | 6–3, 6–4            |
| 1986             | Beth Herr Alycia Moulton                 | Elise Burgin Rosalyn Fairbank            | 5–7, 6–2, 6–4       |
| 1985             | Candy Reynolds Wendy Turnbull            | Rosalyn Fairbank Susan Leo               | 6–4, 6–0            |
| 1984             | Betsy Nagelsen Paula Smith               | Terry Holladay Iwona Kuczynska           | 6–2, 6–4            |
| 1983             | Nem rendezték meg.                       | Nem rendezték meg.                       | Nem rendezték meg.  |
| 1982             | Kathy Jordan Paula Smith                 | Patrica Medrado Claudia Monteiro         | 6–3, 5–7, 7–6       |
| 1981             | Kathy Jordan Candy Reynolds              | Rosemary Casals Pam Shriver              | 6–1, 2–6, 6–4       |
| 1980             | Tracy Austin Ann Kiyomura                | Rosemary Casals Wendy Turnbull           | 3–6, 6–4, 6–3       |
| 1979             | Rosemary Casals Martina Navrátilová      | Betty Ann Grubb Stuart Ann Kiyomura      | 3–6, 6–4, 6–2       |
| 1972–78          | Nem rendezték meg.                       | Nem rendezték meg.                       | Nem rendezték meg.  |
| 1971             | Rosemary Casals Billie Jean King         | Françoise Durr Judy Tegart Dalton        | 6–7, 6–2, 6–3       |